# جنيد سالم باوزير
جنيد سالم جنيد باوزير هو شاعر يمني. ولد عام 1970 في مركز وادي العين. تلقى تعليمه الأولي في محافظة حضرموت، ولم يكمل تعليمه، إلا أنه استمر في تثقيف نفسه عبر المطالعة.  نضجت موهبته الشعرية في وقت مبكر من عمره. بدأ حياته العملية في التجارة في المملكة العربية السعودية. وحصل على العديد من الجوائز الأدبية والثقافية.